# Феликс Холт, радикал
«Феликс Холт, радикал» (англ. Felix Holt, the Radical) — роман английской писательницы Джордж Элиот, опубликованный в 1866 году.

## Сюжет
Действие романа происходит в 1832 году в графстве Лоумшир. Главные герои — местный землевладелец Гарольд Трэнсом и ремесленник Феликс Холт, которые являются противоположностями по характеру. В Феликса влюбляется Эстер, которая оказывается наследницей всех владений Трэнсомов. Гарольд начинает за ней ухаживать, но в финале романа Эстер выбирает Феликса.